# Repérage des constellations/04

## Culminations
- Persée
- Triangle
- Bélier
- Éridan
- Fourneau
- Horloge
- Réticule

Lever de Régulus, du Lion, et de Alphard de l'Hydre. Coucher de Pégase, du Verseau, et de Fomalhaut du Poisson austral.

## Alignements
Le pôle des Gémeaux est apparent à l'Est, avec ses nombreux alignements à grande distance.
- La diagonale d'Andromède, qui passe par Pollux, Capella, α de Persée, Andromède, et se poursuit par le Verseau jusqu'au Sagittaire.
- L'alignement Ouest-Sud-Ouest, passant par le Taureau et la Baleine, vers Fomalhaut et le Sagittaire
- L'alignement Sud-Sud-Ouest, qui passe par Rigel et Bételgeuse, et longe Éridan pour finir sur Achernar.
- L'alignement Sud, qui passe par Procyon, Sirius, la Colombe et s'achève également sur Achernar.
- À l'opposé de la diagonale d'Andromède, l'alignement se prolonge sur Alphard, l'extrémité des Voiles, la Croix du Sud et le pied du Centaure, la queue du Scorpion, et l'arc et la tête du Sagittaire.
- À l'opposé du Taureau, Régulus du Lion, Spica de la Vierge, Antarès du Scorpion, et s'achève sur la tête du Sagittaire.